# Измаильская епархия (старообрядческая)
Измаильская епархия (рум. Eparhia Izmaile) — упразднённая епархия Русской православной старообрядческой церкви в Румынии, существовавшая с 1857 по 1947 годы с центром в городе Измаиле.

## История
В период, когда в XIX веке Измаил принадлежал Российской империи, а по всей стране старообрядцы подвергались гонениям, император Николай Павлович разрешил старообрядцам построить в городе каменную церковь и отправлять в ней богослужение со священниками.
После неудачной для России крымской кампании, в 1856 году Бессарабия отошла к Румынии, а в 1857 году в Измаиле была учреждена старообрядческая архиепископская кафедра.
Первым архиепископом Измаильской епархии был Аркадий (Иванов), переведённый сюда с Васлуйской кафедры, поставленный во епископа 22 августа 1854 года, он возглавлял епархию до своей кончины, последовавшей 2 ноября 1877 года.
15 апреля 1860 года старообрядцы обратились к министру вероисповеданий Румынии с просьбой о формальном признании и утверждении старообрядческого архиепископа. Несмотря на протесты румынских архиереев, 17 октября 1861 года архиепископ Аркадий был признан румынским правительством в сане старообрядческого епископа и получил разрешение на свободный проезд по Измаильскому уезду.
После новой русско-турецкой войны 1877—1878 годов Бессарабия снова перешла к России. Вторым архиепископом Измаильской епархии стал Виссарион, переведённый 6 декабря 1877 года из Тульчинской епархии. В июне 1879 года Бессарабский губернатор пригласил к себе в Кишинёв архиепископа Виссариона и вручил ему распоряжение министра внутренних дел из Петербурга по которому «старообрядцы в соединённой части Бессарабии имеют право пользоваться всеми теми правами, какими пользовались и до воссоединения оной к России».
8 августа 1881 года епископом Донским Силуяном (Морозом) игумен Петропавловского монастыря Анастасий (Лебедев) был рукоположён во епископа Измаильского. После кончины епископа Анастасия, Измаильская епархия с 1906 по 1907 годы находилась в управлении Московского архиепископа Иоанна (Картушина), после чего, на Соборе 23 июля 1907 года епархия была передана примирившемуся от раздора епископу Бессарабскому и Подольскому Петру (Иванову). В 1910 году епископ Измаильский Пётр принял схиму, а Измаильская епархия была поручена в управление епископу Одесскому и Балтскому Кирилу.
Когда Бессарабия вновь отошла к Румынии, митрополит Белокриницкий Макарий (Лобов) поставил 27 октября 1919 года на Измаильскую епархию епископа Феогена, который после многочисленных скандалов отрёкся от старообрядческой церкви и иерархии, пытаясь создать собственную раздорническую общину, но не преуспел в этом деле. В мае 1931 года на Освященном Соборе постановили освободить епископа Феогена с кафедры на один год, после этого он мог служить лишь в тех приходах, куда его пригласят. В это время произошло три епархиальных съезда в Вилкове, Килии и Измаиле, на которых постановили: просить митрополита Пафнутия (Федосеева) созвать Освященный Собор и навсегда уволить Феогена из Измаильской епархии. Однако митрополит Пафнутий не спешил с решением, так как по закону Бессарабия ещё не была отделена от подчинения российской старообрядческой церкви.
 15 (28 августа) 1936 года епископ Иннокентий (Усов) поставил во епископа Измаильского Силуяна (Кравцова), который был утверждён на этой кафедре Белокриницким Собором 1936 года. После избрания 9 июля 1939 года епископа Силуяна Белокриницким митрополитом, на Измаильскую епархию был избран вдовый священник из города Вилково Анисим Лысов, наречённый в иночестве Арсением. По поручению митрополита Силуяна, 2 (15) февраля 1940 года (на Сретение Господне) в городе Измаиле он был рукоположён в архиерейский сан епископом Иннокентием (Усовым) в сослужении со Славским епископом Саватием.
В конце июня 1940 года Измаил со всей Бессарабией отошёл к Советскому Союзу, а Измаильская епархия снова вошла в состав Российской старообрядческой церкви. В 1941 году Бессарабия вновь стала румынской.
После Великой Отечественной войны епархия снова, как и в 1940 году, была разделена между Украинской и Молдавской ССР. К 1947 году к Измаильской епархии относились приходы двух храмов в Измаиле, города Вилково, сёл Коса, Килия, Старая и Новая Некрасовка, Приморское, Муравлёвка, Корячка. В апреле 1947 года епископ Арсений уходит на покой, а епархия вскоре была упразднена

## Епископы
- 1857 — 2 ноября 1877 — Аркадий (Иванов)
- 6 декабря 1877 — 27 января 1881 — Виссарион
- 8 августа 1881 - †14 февраля 1906 - Анастасий (Лебедев)[вд]
- 1906 — 23 июля 1907 — Иоанн (Картушин)  в/у, архиеп. Московский
- 23 июля 1907 — 25 августа 1910 — Пётр (Иванов)  в/у, еп. Бессарабский
- 25 августа 1910 — октябрь 1919 — Кирил (Политов)  в/у, еп. Одесский
- 27 октября 1919 — 28 июля 1935 — Феоген (Анисимов)
- 28 июля 1935 — 9 июля 1939 — Силуян (Кравцов)
- 15 февраля 1940 — апрель 1947 — Арсений (Лысов)

## Монастыри
- Вилковский Петропавловский монастырь — мужской
- Кугурлуйский Архангело-Михайловский монастырь — мужской
- Муравлёвский Усекновенский монастырь — женский
- скит в Измаиле — женский
- скит в Подковке — женский